# Lithraeus mutatus
Lithraeus mutatus là một loài bọ cánh cứng trong họ Bruchidae. Loài này được Pic miêu tả khoa học năm 1912.

## Hình ảnh

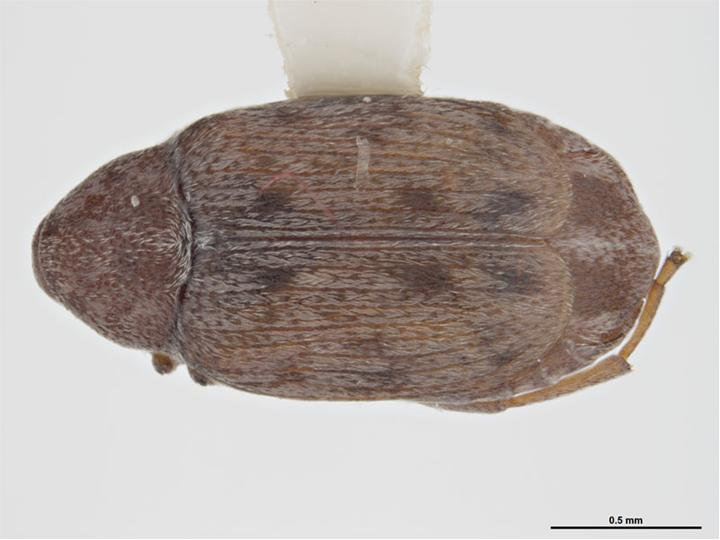